# Franziska Thun-Hohenstein
Franziska Thun-Hohenstein (* 11. Mai 1951 in Ost-Berlin als Franziska Elisabeth von Thun und Hohenstein) ist eine deutsche Slawistin. Sie ist bekannt als Herausgeberin der Werke Warlam Schalamows in Deutschland.

## Leben
Franziska Thun-Hohenstein wurde 1951 als Tochter der Literaturwissenschaftlerin Nyota Thun (geb. Kirchner) und des Diplomaten Ferdinand Thun geboren. Sie hat zwei jüngere Geschwister (Andrea Therese Sophie und Andreas Ferdinand Hermann, beide * 1955).
Sie studierte russische Sprache und Literatur an der Moskauer Lomonossow-Universität (1969 bis 1973). Ab 1974 war sie wissenschaftliche Mitarbeiterin am Zentralinstitut für Literaturgeschichte der Akademie der Wissenschaften der DDR in Berlin, wo sie auch 1981 promovierte. Von 1996 bis 2001 war sie wissenschaftliche Mitarbeiterin am Zentrum für Literaturforschung, aus dem das heutige Leibniz-Zentrum für Literatur- und Kulturforschung (ZfL) hervorging. 2001–2002 war sie als wissenschaftliche Mitarbeiterin an der Universität Bremen tätig. Ab 2003 arbeitete sie als wissenschaftliche Mitarbeiterin am ZfL, wo sie von 2008 bis 2015 den Forschungsbereich „Plurale Kulturen Europas“ und Projekte zu Figurationen des Nationalen im Sowjetimperium sowie zur kulturellen Semantik der Schwarzmeerregion leitete. Seit 2020 ist sie Senior Fellow des ZfL.
Ihre Forschungsschwerpunkte sind die russische Literatur- und Kulturgeschichte des 20. Jahrhunderts, literarische Topographien, nationale Erinnerungskulturen und Narrative  sowie kulturelles Gedächtnis und Autobiographik, vor allem zum Schreiben nach Auschwitz und dem Gulag. Zu den von Thun-Hohenstein untersuchten Autoren gehören unter anderem Alexander Solschenizyn, Andrei Platonow und Boris Pasternak. Der Fokus ihrer Forschungen liegt auf dem russischen Schriftsteller Warlam Schalamow, dessen Werke Thun-Hohenstein seit 2007 in Zusammenarbeit mit der Übersetzerin Gabriele Leupold im Verlag Matthes & Seitz Berlin herausgibt. 2022 erschien bei Matthes & Seitz Berlin ihre Biographie Schalamows Das Leben Schreiben. Warlam Schalamow: Biographie und Poetik.
Franziska Thun war von 1976 bis 1982 mit dem sowjetischen Schauspieler Andrej Martynow (* 1945) verheiratet. Der gemeinsame Sohn Alexander Martynow (* 1977, Bühnen- und Kostümbildner) lebt mit seiner Familie bei Berlin. Seit 2003 ist Franziska Thun-Hohenstein mit Prof. Dr.-Ing. Klaus G. Schmidt (* 1939) verheiratet.

## Veröffentlichungen (Auswahl)
- Hg. mit Wolfgang Stephan Kissel: Exklusion. Chronotopoi der Ausgrenzung in der russischen und polnischen Literatur des 20. Jahrhunderts. Die Welt der Slaven, Band 26. Otto Sagner, München 2006
- Gebrochene Linien. Autobiographisches Schreiben und Lagerzivilisation. Kulturverlag Kadmos, Berlin 2007, ISBN 978-3-86599-035-8.
- Hg. mit Tatjana Petzer, Sylvia Sasse und Sandro Zanetti: Namen: Benennung. Verehrung. Wirkung. Kulturverlag Kadmos, Berlin 2009, ISBN 978-3-86599-077-8.
- Hg.: Warlam Schalamow: Über Prosa. Mit einem Nachwort von Jörg Drews. Aus dem Russischen von Gabriele Leupold. Matthes & Seitz, Berlin 2009, ISBN 978-3-88221-642-4.
- Hg. mit Esther Kilchmann und Andreas Pflitsch: Topographien pluraler Kulturen. Europa von Osten her gesehen. Kulturverlag Kadmos, Berlin 2011, ISBN 978-3-86599-148-5.
- Mit Giorgi Maisuradze: Sonniges Georgien. Figurationen des Nationalen im Sowjetimperium. Kulturverlag Kadmos, Berlin 2015, ISBN 978-3-86599-277-2.
- Hg. mit Zaal Anronikashvili, Giorgi Maisuradze und Matthias Schwartz: Kulturheros. Genealogien. Konstellationen. Praktiken. Kulturverlag Kadmos, Berlin 2017, ISBN 978-3-86599-316-8.
- Mit Zaal Andronikashvili und Emzar Jgerenaia: Landna(h)me Georgien. Studien zur kulturellen Semantik. Kulturverlag Kadmos, Berlin 2018, ISBN 978-3-86599-399-1.
- Hg. mit Susanne Frank: Körper, Gedächtnis, Literatur in (post-)totalitären Kulturen. Wiener Slawistischer Almanach 85. Peter Lang, Berlin 2020, ISBN 978-3-631-84365-9.
- Das Leben schreiben. Warlam Schalamow: Biographie und Poetik. Matthes & Seitz, Berlin 2022, ISBN 978-3-95757-037-6.

### Warlam-Schalamow-Werkausgabe
- Hg.: Warlam Schalamow: Durch den Schnee. Erzählungen aus Kolyma. Bd. 1. Mit einem Nachwort von Franziska Thun-Hohenstein. Aus dem Russischen von Gabriele Leupold. Matthes & Seitz, Berlin 2007, ISBN 978-3-88221-600-4.
- Hg.: Warlam Schalamow: Linkes Ufer. Erzählungen aus Kolyma. Bd. 2. Aus dem Russischen von Gabriele Leupold. Matthes & Seitz, Berlin 2008, ISBN 978-3-88221-601-1.
- Hg.: Warlam Schalamow: Künstler der Schaufel. Erzählungen aus Kolyma. Bd. 3. Aus dem Russischen von Gabriele Leupold. Matthes & Seitz, Berlin 2010, ISBN 978-3-88221-602-8.
- Hg.: Warlam Schalamow: Die Auferweckung der Lärche. Erzählungen aus Kolyma. Bd. 4.  Mit Anmerkungen und Nachwort von Franziska Thun-Hohenstein. Aus dem Russischen von Gabriele Leupold. Matthes & Seitz, Berlin 2011, ISBN 978-3-88221-502-1.
- Hg.: Warlam Schalamow: Das vierte Wologda und Erinnerungen. Bd. 5. Mit Anmerkungen und Nachwort von Franziska Thun-Hohenstein. Aus dem Russischen von Gabriele Leupold. Matthes & Seitz, Berlin 2013, ISBN 978-3-88221-053-8
- Hg.: Warlam Schalamow: Wischera. Antiroman. Bd. 6. Mit Nachwort und Kommentar von Franziska Thun-Hohenstein. Aus dem Russischen von Gabriele Leupold. Matthes & Seitz, Berlin 2016, ISBN 978-3-95757-256-1.
- Hg.: Warlam Schalamow: Über die Kolyma. Erinnerungen. Bd. 7. Mit Nachwort und Kommentar von Franziska Thun-Hohenstein. Aus dem Russischen von Gabriele Leupold. Matthes & Seitz, Berlin 2018, ISBN 978-3-95757-540-1.
- Hg.: Warlam Schalamow: Ich kann keine Briefe schreiben… Korrespondenz 1952–1978. Bd. 8. Aus dem Russischen von Gabriele Leupold. Matthes & Seitz, Berlin 2022, ISBN 978-3-7518-0075-4.